# Bóveda del Río Almar
Bóveda del Río Almar ist ein westspanischer Ort und eine Gemeinde (municipio) mit nur noch 196 Einwohnern (Stand: 2024) im Osten der Provinz Salamanca in der Region Kastilien und León.

## Lage und Klima
Der ca. 820 m hoch gelegene Ort Bóveda del Río Almar liegt am Río Almar, einem Nebenfluss des Río Tormes, im Süden der altkastilischen Hochebene (meseta). Die Großstadt Salamanca ist ca. 52 km in nordwestlicher Richtung entfernt. Das Klima im Winter ist durchaus kühl; die geringen Niederschlagsmengen (ca. 410 mm/Jahr) fallen – mit Ausnahme der nahezu regenlosen Sommermonate – verteilt übers ganze Jahr.

## Bevölkerungsentwicklung
| Jahr      | 1857 | 1900 | 1950 | 2000 | 2019 |
| Einwohner | 456  | 655  | 760  | 315  | 229  |

Der deutliche Bevölkerungsrückgang ist im Wesentlichen auf die Mechanisierung der Landwirtschaft und die Aufgabe bäuerlicher Kleinbetriebe zurückzuführen (Landflucht).

## Wirtschaft
Das wirtschaftliche Leben der Landgemeinde war jahrhundertelang in hohem Maße agrarisch geprägt, doch wurde hauptsächlich zum Zweck der Selbstversorgung produziert – im Umland wurde Getreide ausgesät; Gemüse stammte aus den Hausgärten und auch Viehzucht wurde betrieben. Auch heute noch spielt die Landwirtschaft die dominierende Rolle im Wirtschaftsleben der Gemeinde.

## Geschichte
Prähistorische, römische, westgotische und selbst maurische Funde fehlen. Nach der Schlacht von Simancas (939) konnten die Mauren in diesem Teil der Iberischen Halbinsel bis zum Fluss Tormes zurückgedrängt werden. König Ramiro II. von León († 951) begann mit der Neu- und Wiederbesiedlung (repoblación) der eroberten Gebiete; König Alfons IX. von León († 1230) setzte sie im 13. Jahrhundert fort. Die älteste urkundliche Erwähnung des Ortsnamens Bovatam, in rivulum de Almar stammt aus dem Jahr 1107.

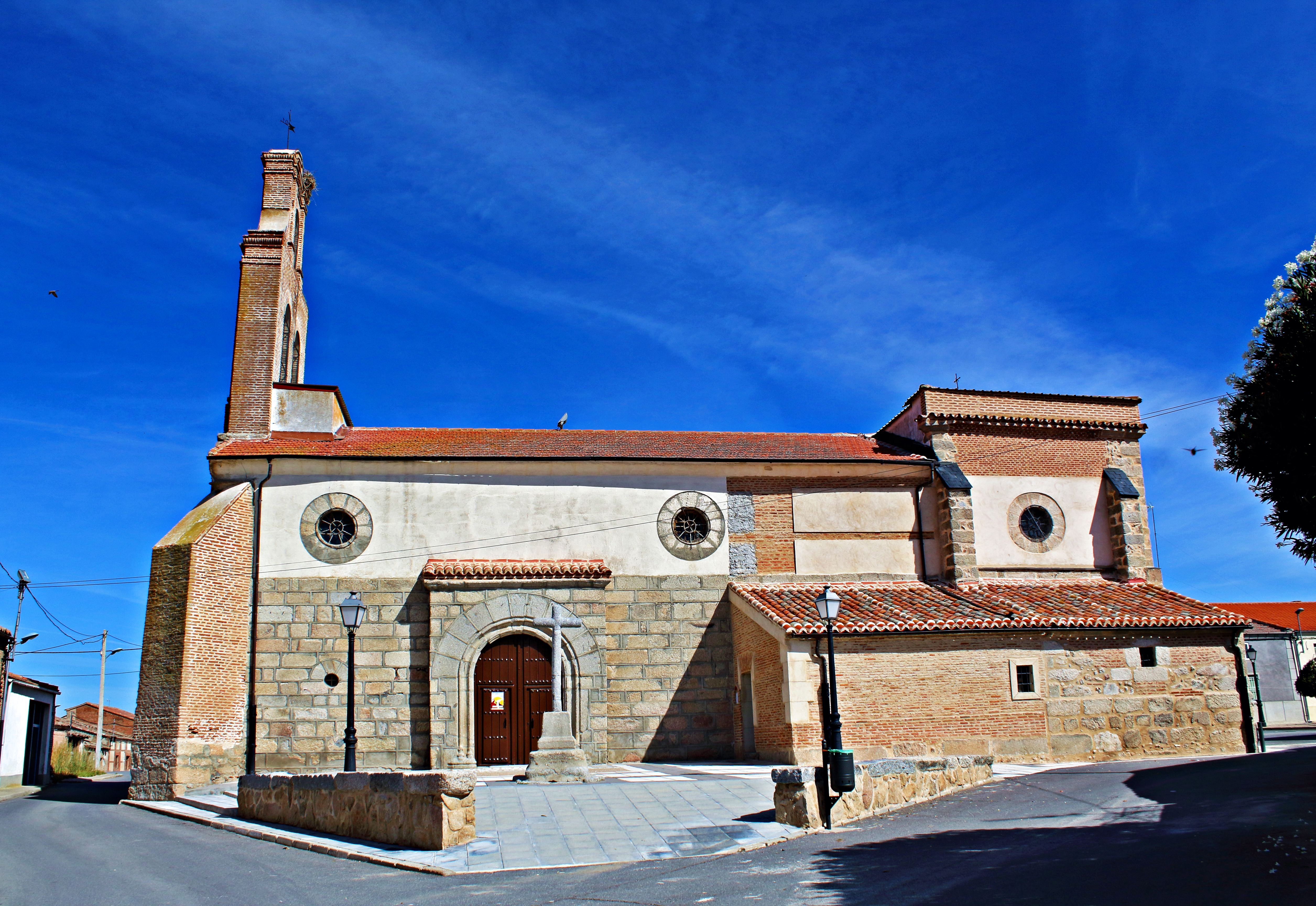
Bóveda del Río Almar – Iglesia de Nuestra Señora de Las Angustias

## Sehenswürdigkeiten
- Die örtliche Pfarrkirche (Iglesia de Nuestra Señora de Las Angustias) entstand im ausgehenden 18. Jahrhundert unter Einbeziehung älterer Bauteile. Die zur Gänze aus Ziegelsteinen errichtete Fassade wird von einem Glockengiebel (espadaña) überhöht. Die Chorpartie mitsamt der Apsis zeigt noch Einflüsse des Mudéjar-Stils. Im Innern bewahrt die Kirche einen aus dem Vorgängerbau stammenden Renaissancealtar, dem jedoch im späten 17. Jahrhundert mehrere Malereien hinzugefügt wurden.[4][5]
- Im Ortszentrum stehen noch viele eingeschossige Häuser aus dem 18., 19. und frühen 20. Jahrhundert.